# يومينس الثاني

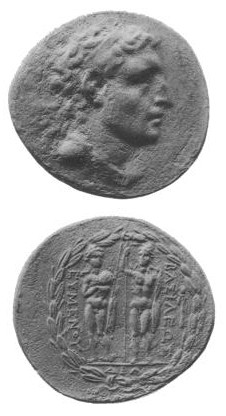
عملات يومينس الثاني

يومينس الثاني وهو ابن أتالوس الأول وكان ملك بيرغاموم بين أعوام 197 – 159 قبل الميلاد وخلال الجزء الأكبر من حكمه كان حليفا وفيا للرومان والذين أعطوه عدة مزايا. وكان قد انتصر على أنطيوخس الثالث الكبير في معركة ماغنيسيا عام 190 ق م وكجائزة أعطي ملكا من خيرسونيس في تراقيا إلى جبال طوروس وما فيها من محميات من المدن اليونانية والتي لم تعلن حرة.
تدخل الرومان في نزاعاته مع جيرانه وزار روما ليتناقش على أعمال بيرسيوس المقدوني وكان يستقبل بالترحاب. وفي طريق عودته هرب من محاولة اغتيال من قبل مبعوثين من بيرسيوس، ورغم انه ناصر الرومان في الحرب المقدونية الثالثة لم يظهر الاهتمام أو الحماس المطلوب (حتى أنه أعاد قواته الإضافية) فأصبح موضع شك بأنه يعاون الأعداء.
وفقا بوليبيوس فقد كان للشك أسس لكن يومينس قال انه تم التفاوض من أجل تبادل الأسرى فحسب، ولكن لم يأت شيء من هذه المفاوضات (مهما كان الهدف الحقيق من هذه المفاوضات) لكي يدرأ يومينس الشبهات أرسل تهانيه إلى روما عن طريق أخيه أتالوس (الذي أصبح لاحقا اتالوس الثاني) بعد أن هزيمة بيرسيوس عام 168 ق م في معركة بيدنا.
استقبل أتالوس بلطف ولكن ببرود فقام يومينس كإجراء احترازي بزيارة روما بنفسه ولكن عند وصوله إلى بروندوسيوم (برينديزي) أمر بأن يترك إيطاليا فورا، ولم يتحصل بعدها على مباركات من روما أبدا، والذين أظهروا تفضيلا لأتالوس في زيارته الثانية ويشك أن الهدف كان تنصيبه بدل يومينس، ولكن أتالوس لم يقبل العرض.
أمضى يومينس السنوات الثلاث الأخيرة من حكمه في نزاعات مع بروسياس الثاني ملك بيثينيا والكلتيين في غلاطية، ثم مات عام 159 ق م وكان موته على الأغلب هو ما منع حربا مع روما.
كان يومينيس ضعيف البنية ولكنه كان حاكما وسياسيا داهية ونشيطا ولذي رفع دولته من منطقة مجهولة إلى قوة مسيطرة في الأناضول، وخلال حكمه أصبحت بيرغاموم مدينة مزدهرة كان يسقبل فيها العلماء ومنهم كان كراتيس من مالوس مؤسس مدرسة النقد البيرغامومية، ذلك زينها بالبنايات الرائعة ومنها المذبح الكبير لزيوس مع إفريز يمثل معركة العمالقة، لكن أعظم بناء كان مكتبة المدينة والتي تأتي ثانية بعد مكتبة الإسكندرية.